# 大金工業
大金工業株式會社（日语：ダイキン工業株式会社、英語：Daikin Industries, Ltd.，簡稱：大金）是一家總部位於日本的跨國公司，現於日本、大中华地区、澳洲、東南亞、歐洲與北美擁有業務。

## 历史
於1924年由山田晃在日本大阪以「大阪金屬工業」的名稱創立，為一家化工公司，集中於製造空調系統。1963年公司名稱略寫為大金工業。後來大金利用在氟方面的經驗讓生產多樣化，並且於1982至84年進軍香港市場和在炮台山電氣道建立分公司，並把分公司遷往東九龍觀塘。據大金的歐洲業務發展經理Salvatore Re所說：「氟化工對這個產業（光纖）貢獻良多。長遠我們會發展其他材料如纖維與組成份的光聚合物。」
2018年11月26日，大金工業旗下子公司大金歐洲有限公司以8.81億歐元（約合1千億日圓）的價格從英國Bridgepoint投資基金手收購奧地利的「AHT Cooling Systems」全部股權。

## 产业结构
今天大金擁有八個獨合工業與管理部門分別集中於不同領域：
- 空調
- 氟化工產品
- 運輸及冷凍系統
- 半導體機器
- 油壓機
- 電子系統
- 國防工業
- 售後服務

## 大金空调种类
- 家用空调
- 大金高能效采暖系统
- 家用中央空调
- 客餐厅变频多联空调
- CMS商用多联系统
- 分体式商用空调
- VRV中央空调系统
- 新风产品
- 设备用空调
- 冷水机组

## 外部連結
- 大金工業網站（英文）
- （页面存档备份，存于）
- 大金空調台灣總代理和泰興業官方網站 （页面存档备份，存于）
- 大金工業的Facebook專頁